# Tayma

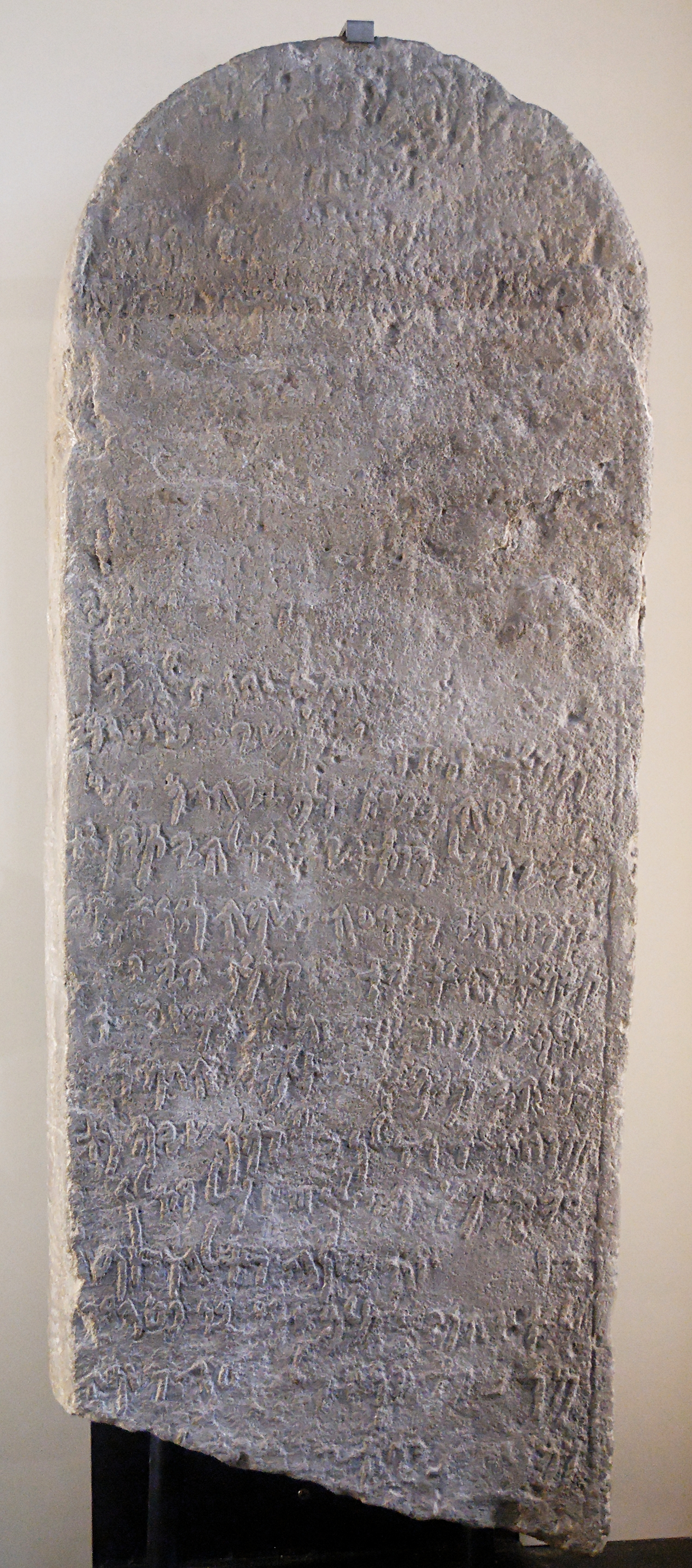
Iscrizione aramaica proveniente da Tayma (VI secolo)

Taymāʾ (in arabo تيماء‎?; traslitterata in latino Tema) è una vasta oasi che vanta una lunga storia insediativa, sita nell'attuale Arabia Saudita nord-occidentale, nel punto di confluenza delle strade mercantile che univano Yathrib (oggi Medina) e Duma col deserto del Nefud. Tayma è collocata 264 km a SE di Tabuk e a circa 400 km a nord di Medina.

## Storia
La più antica menzione della città-oasi è nelle iscrizioni assire (VIII secolo a.C.), dove essa viene citata come "Tiamat". L'oasi s'era già sviluppata come centro prospero di commerci, ricca di pozzi d'acqua e di edifici ben costruiti. Tiglath-Pileser III riceveva tributi da Tayma e Sennacherib parla di una delle porte di Ninive definendola "Porta del deserto", ricordando che "i doni dei Sumu'aniti e dei Taymiti passavano attraverso essa".
Nel VII secolo a.C. era ricca e orgogliosa abbastanza da meritarsi una profezia minacciosa di Geremia (25:23).
Fu governata da una dinastia araba locale. Sono ricordati a tal proposito i nomi di due regine dell'VIII secolo a.C.: Shamsi e Zabibe, cosa che ha fatto ipotizzare una possibile fase matriarcale araba antica.
Nel 539 a.C., Nabonedo si ritirò a Tayma per motivi non del tutto chiariti (forse legati a questioni religiose), affidando il regno di Babilonia a suo figlio. Questo fatto rese assai celebre Tayma, rendendola per un certo periodo una città di notevole rilevanza spirituale.
Iscrizioni cuneiformi, forse datate al VI secolo a.C. sono state scoperte a Tayma. La città è più volte ricordata nell'Antico Testamento. L'eponimo biblico è Tema, uno dei figli di Ismaele. Indagini archeologiche del sito, sotto gli auspici del Deutsches Archäologisches Institut, sono attualmente in corso.
La stele di Tayma scoperta da Charles Hubert nel 1883, ora al Louvre, fornisce l'elenco delle divinità di Tayma nel VI secolo a.C.: Ṣalm di Maḥram, Shingala e Ashira. Questa Ashira potrebbe essere Athirat/Asherah.

### Ebrei di Tayma
Secondo la tradizione araba, Tayma fu abitata da una comunità ebraica durante l'ultimo periodo classico, sebbene non sia chiaro se tali ebrei originassero dalla Diaspora o se fossero discendenti di convertiti arabi. La città cadde nelle mani dei musulmani nel primo terzo del VII secolo e i suoi abitanti furono soggetti, come d'uso, alla dhimma.

### Medioevo
Tayma e il circondario di Khaybar furono visitati da Beniamino di Tudela intorno al 1170.
Nell'estate del 1181 Rinaldo di Châtillon attaccò proditoriamente una carovana musulmana nei pressi di Tayma, in spregio a una tregua concordata tra Saladino e il re di Gerusalemme Baldovino IV.

## Punti d'interessi
- Qasr al-Ablaq castello sito nella parte sud-occidentale della città. Fu costruito dal poeta e guerriero ebreo al-Samawʾal b. ʿĀdiyā e da suo nonno ʿĀdiyā nel VI secolo.
- Il palazzo Qasr al-Hamra fu edificato nel VII secolo.
- Tayma ha un significativo muro di cinta perimetrale, costruito attorno a 3 siti della Città Vecchia, nel VI secolo.
- Qasr al-Radhm
- Mura di Haddaj
- Cimiteri
- Numerose iscrizioni epigrafiche aramaiche, lihyanite, thamudene e nabatee sono state rinvenute nell'area di Tayma
- Qasr al-Bejaydi
- Tumulo di al-Hadiqa
- Al Naslaa formazione rocciosa naturale situata circa 50 chilometri a sud dell'oasi
- Vari musei